# Alicia Sanz
Alicia Sanz (Ceuta, 10 de abril de 1988) es una actriz española residente en Madrid, conocida por su papel de Lucía Elizondo en la serie Gavilanes.

## Biografía
Comenzó a formarse con 8 años en el Centro Dramático Nacional de Ceuta y en las escuelas de danza de Cuna de Arte y Rosa Founound. En 2007, al finalizar Bachillerato, se mudó a Sevilla, donde empezó a estudiar Económicas, y al año siguiente a Madrid para estudiar interpretación en la escuela de Juan Carlos Corazza. Esta formación la compaginó con clases de danza en Carmen Roche, clases de voz y canto con Vicente Fuentes y seminarios con Claudio Tolcachir, Manuel Morón, Rosa Morales... entre otros. En 2009 empezó a dar sus primeros pasos como actriz rodando los cortometrajes: "El sobrino", "Señales" y varios videoclips. En 2010 apareció por primera vez en la pequeña pantalla en la serie La pecera de Eva de Telecinco, en la que interpretaba a Alicia, una chica adolescente. Pero su primer papel protagonista le llegará ese mismo año de la mano de Gavilanes, el remake televisivo de Pasión de gavilanes de Antena 3 donde interpretó a Lucía Elizondo, una joven atractiva y con mucho carácter. Habla inglés, francés y tiene conocimientos de árabe.

## Filmografía

### Televisión
- La pecera de Eva, como Alicia (2010)
- Gavilanes, como Lucía Elizondo Cortés (2010-2011)
- Bandolera, como María Ortega (2012-2013)
- Con el culo al aire, un episodio, como Cynthia (2012)
- Amar es para siempre, como Maite Gimeno (2013-2014)
- Cuéntame cómo pasó, como Melek Halaskar, dos episodios: El amor es una droga blanda y Punto límite (2015)
- From Dusk till Dawn: The Series, como Paloma (2015)
- Baby Daddy, como Elena Ríos (2016)
- Castle, como Sarah Miller (2016)
- El Cid, como Infanta Urraca (2020)
- Now and Then como Sofía (joven) (2022)[1]

### Teatro
- Nada tras la puerta, Dir. Miguel Gómez de Segura.

- Los criminales, Dir. Juan Carlos Coraza.

### Largometrajes
- Afterparty, como Carla. Dir. Miguel Larraya (2013)
- #Realityhigh (Netflix), como Alexa Medina (2017)
- En brazos de un asesino, como Sarai. Dir. Matías Moltrasio (2019)
- The Devil Below, como Arianne. Dir. Brad Parker (2021)

### Cortometrajes
- El sobrino, como la chica joven. Dir. Nacho Blasco (2009)
- Señales, como Elsa. Dir. José Ángel Lázaro (2010)